# Haggyo
Haggyo (hangul: 학교, hancha: 學校) – południowokoreański serial telewizyjny transmitowany na antenie KBS2 i KBS1. Sukces serii dał początek kontynuacjom Haggyo 2 (1999), Haggyo 3 (2000), Haggyo 4 (2001), a także Szkoła 2013, Kim jesteś: Szkoła 2015, Haggyo 2017 i Haggyo 2021.
Pierwszy sezon serialu emitowany był od 22 lutego do 13 kwietnia 1999 roku w każdy poniedziałek i wtorek o 21:55, liczy 16 odcinków. W rolach głównych wystąpili Ahn Jae-mo, Choi Kang-hee i Hyuk Jang. Drugi sezon emitowany był od 8 maja 1999 do 27 lutego 2000 roku w soboty o 19:00 (1-24, KBS2) i niedziele o 19:10 (25-42, KBS1), liczy 42 odcinki. Trzeci sezon emitowany był od 5 marca 2000 do 1 kwietnia 2001 roku niedziele o 19:10, liczy 49 odcinków. Czwarty sezon emitowany był od 8 kwietnia 2001 do 31 marca 2002 roku w niedziele o 19:10 (1-28, KBS1) oraz o 19:30 (29-48, KBS1), liczy 48 odcinków.

## Obsada

### Haggyo

#### Główna
- Ahn Jae-mo jako Kim Geon
- Choi Kang-hee jako Lee Min-jae
- Jang Hyuk jako Kang Woo-hyuk

#### W pozostałych rolach
- Park Si-eun jako Chae Jung-ah
- Yang Dong-geun jako Jo Suk-ho
- Kim Kyu-ri jako Park Na-ri
- Kim Jung-wook jako Kwon Hyuk-joo
- Bae Doo-na jako Bae Doo-na
- Oh Joo-yi jako Jang Mi-hwa
- Jo Jae-wan jako Park Doo-won
- Im Seo-yeon jako Bae So-yeon
- Choi Young-wan jako Choi Young-wan
- Lee Chang-hoon jako Lee Jae-ha
- Yum Jung-ah jako Cha Hyun Joo
- Lee Hye-sook jako Yoon Yoo-ran
- Lee Han-wie jako Park Bok-man
- Shin Goo jako Shin Moon-soo
- Kang Suk-woo jako Yang Dong-chul
- Myung Kye-nam jako Myung Kye-nam
- Seo Kap-sook jako Na Jung-hee
- Moon Hyuk (cameo)

### Haggyo 2

#### Uczniowie
- Kim Heung-soo jako Park Heung-soo
- Kim Rae-won jako Lee-han
- Kim Min-hee jako Shin Hye-won
- Ha Ji-won jako Jang Se-jin
- Go Ho-kyung jako Bae Yoo-mi
- Hwang Yoon-min jako Jung Ae-ra
- Choo So-young jako Kim Jung-yeon
- Kim Min-joo jako Yoon Ji-min
- Kim Yong-woo jako Yoo Shin-hwa
- Shim Ji-ho jako Han Tae-hoon
- Kim Sung-joon jako Kim Hyung-joo
- Go Dong-hyun jako Go Dong-il
- Han Ah-young jako Han Ah-young
- Kwon Ji-hye jako Seo Hee-jin
- Lee Jung-ho jako Lee Yong-goo
- Park Joon-kyung jako Park Joon-kyung
- Lee Yo-won jako Kim Yeon-jin
- Lee Dong-wook jako Lee Kang-san
- Jae Hee jako Lee Sung-je
- Tomo jako Yoo Jin

#### Nauczyciele
- Lee Chang-hoon jako Lee Jae-ha
- Jo Jae-hyun jako Jo Jae-hyun
- Myeong Kye-nam jako Myeong Kye-nam
- Lee Hye-sook jako Yoon Yoo-ran
- Lee Han-wi jako Park Bok-man
- Park Gwang-jeong jako Park Gwang-do
- Yang Jeong-ah jako Na Min-joo
- Park Joo-mi jako Kim Jung-in
- Seo Kap-sook jako Na Jung-hee
- Choi Yong-min jako No Il-pyeong

### Haggyo 3

#### Uczniowie
- Lee In-hye jako Yoo Da-in
- Park Kwang-hyun jako Lee Se-chan
- Jo In-sung jako Kim Suk-joo
- Oh Soo-min jako Bae Yi-kyung
- Chae Shi-ah jako Park Seung-ah
- Han Hee jako Choi Soo-hyun
- Lee Dong-wook jako Lee Kang-san
- Jang Yang-gyun jako Min Byung-goo
- Seo Jae-kyung jako Jo Dal-sik
- Jang Tae-sung jako Lee Jae-min
- Lee Eun-young jako Jo Hye-ran
- No Sung-eun jako Lee Na-young
- Lee Joo-rang jako Seo Joon-hee
- Jo Da-eun jako Jo Young-eun
- Lee Dae-gun jako Kang Won-seok
- Yoon Ji-hun jako Jung Yoo-jin
- Ahn Sung-hun jako Park Hong-keun

#### Nauczyciele
| - Myeong Kye-nam jako Myeong Kye-nam - Jun Won-joo jako Jun Kyung-hee - Jo Jae-hyun jako Jo Jae-hyun - Ahn Hong-jin jako Ahn Young-jin - Park Joo-mi jako Kim Jung-in - Im Sung-min jako Im Sung-min - Yang Hee-kyung jako Yang Hee-jung | - Jang Keun-suk jako młodszy brat Kang Won-seoka |

### Haggyo 4

#### Uczniowie
- Yeo Wook-hwan jako Kang Yi-kyu
- Won Sang-yun jako Lee In-woo
- Im Soo-jung jako Oh Hye-ra
- Baek Seung-woo jako Kim Yoo-min
- Han Min jako Jin Hyo-jung
- Kim Bo-kyung jako Kim Yoo-ri
- Song Joo-hwan jako Ha Seung-hee
- Lee Yoo-ri jako Park Seo-won
- Lee Sang-in jako Im Kyung-hwa
- Gong Yoo jako Hwang Tae-young
- Kim Bo-kook jako Kim Bo-kook
- Park Ji-eun as Park Ji-eun
- Hwang Kyu-rim jako Hwang Kyu-rim
- Jung In-ji jako Jung In-ji

#### Nauczyciele
- Yeon Kyu-jin jako Hwang Dae-young
- Jung Jong-joon jako Park Young-chul (dyrektor)
- Jo Min-ki jako Jung Ji-suk
- Son Hyun-joo jako Oh Dal-sung
- Kim Mi-hee jako Yoon Joo-hye
- Kim Yoon-kyung jako Jang Ha-young